# Gian Giacomo Medici

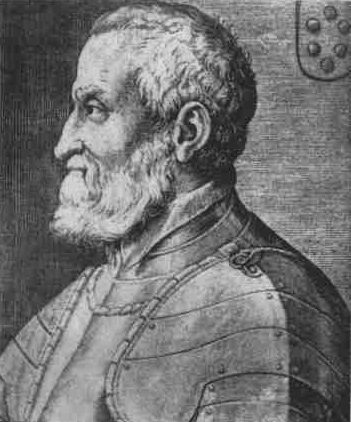
Gian Giacomo Medici, Il Medeghino, zeitgenössischer Stich

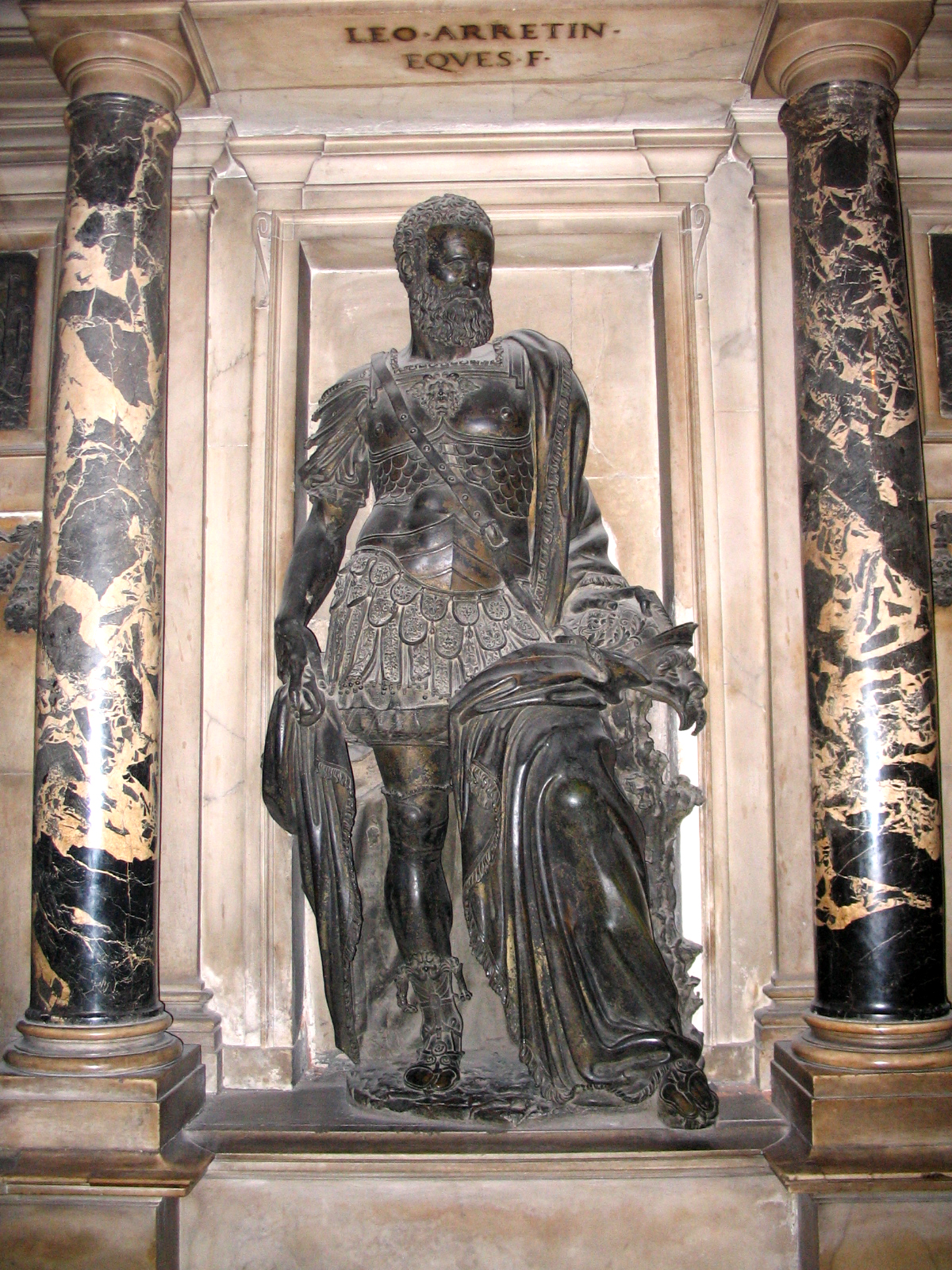
Grabmal Gian Giacomo Medicis im Mailänder Dom

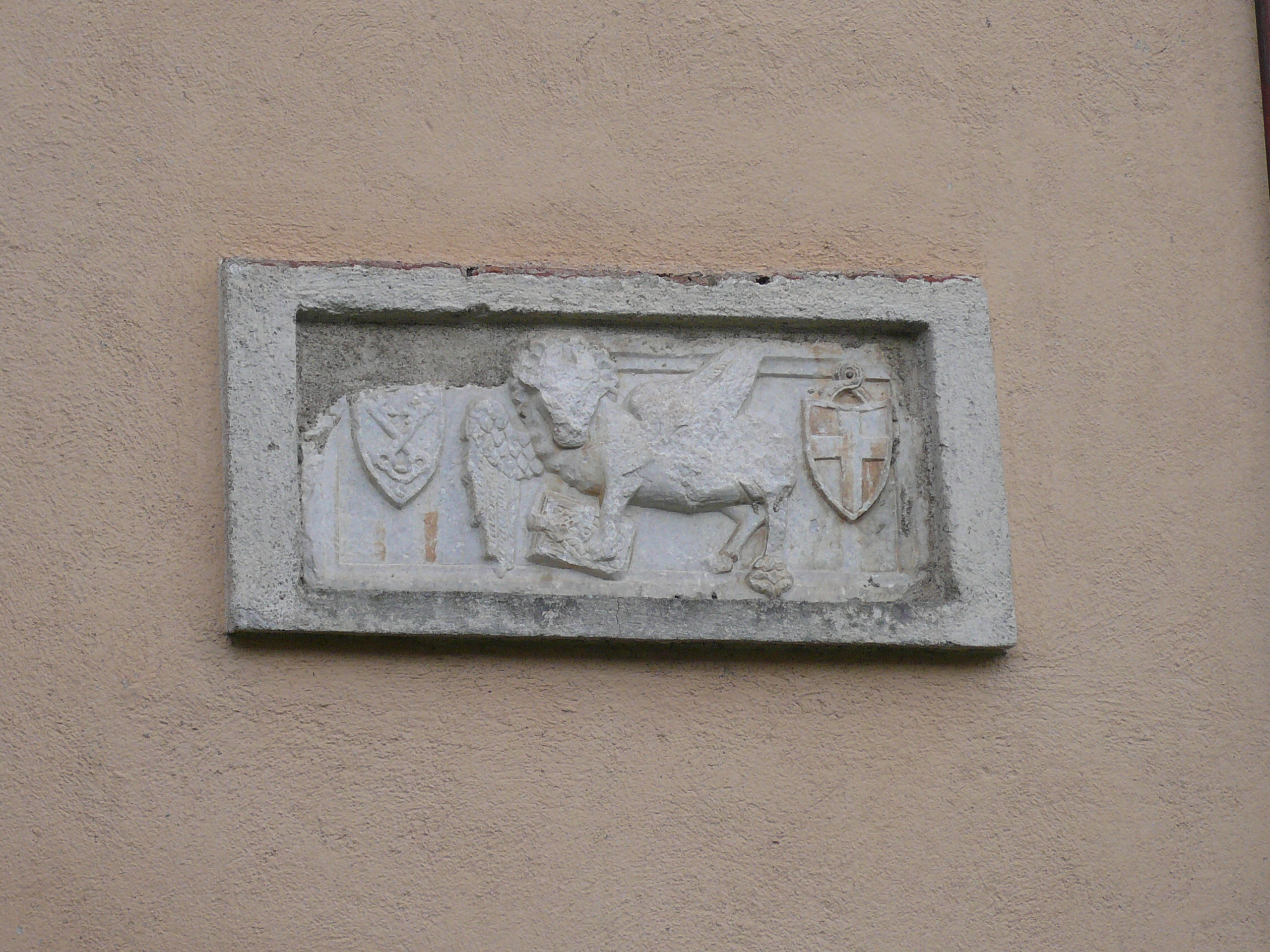
Relief Gian Giacomo Medici

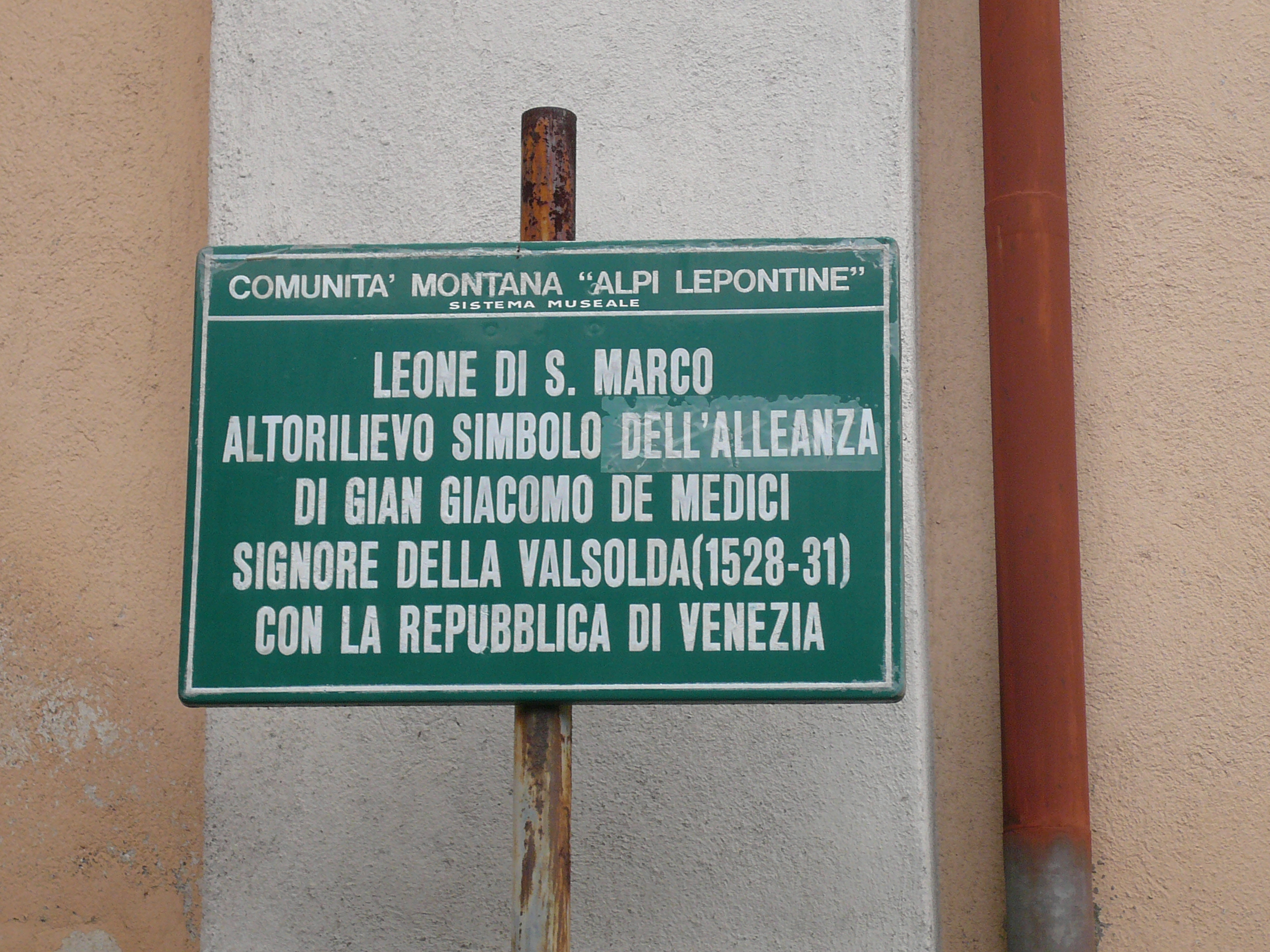
Relief Gian Giacomo Medici

Gian Giacomo Medici (* 1495, anderslautendes Geburtsjahr 1498, in Mailand; † 8. November 1555 in Mailand), auch Giovanni Giacomo Medici, Il Medeghino (der kleine Medici) oder Il Marignano genannt, war ein italienischer Condottiere und Marchese von Marignano, der frühere Name des jetzigen Städtchens Melegnano.

## Familie
Gian Giacomo Medici gehörte einer verarmten Mailänder Adelsfamilie an: den Medici di Nosigia, einem Zweig der Medici di Marignano. Eine Verwandtschaft mit den Medici aus Florenz besteht nicht. Gian Giacomo war das älteste von zehn Kindern aus der Ehe von Bernardino dei Medici di Nosigia und Cecilia Serbelloni. Sein Bruder Giovanni Angelo wurde als Pius IV. von 1559 bis 1565 Papst der katholischen Kirche und er war Onkel von Karl Borromäus.

## Leben
Gian Giacomo war ein Gewaltmensch und Bandit. Bereits in jungen Jahren wurde er nach der Ermordung eines Jugendlichen, mit dem er im Streit lag, aus der Stadt verbannt und hielt sich in der Gegend des Comer Sees auf. Einige seiner Gewalttaten verübte er wohl im Auftrag des Grafen von Lecco, Girolamo Morone, der sowohl unter den Franzosen als auch unter den Sforzas zentrale Staatsämter in Mailand innehatte. So war Gian Giacomo unter den Männern, die im Auftrag von Morone und des Mailänder Herzogs, Francesco II. Sforza, Ettore Visconti ermordeten. In der Folge kann sich Gian Giacomo unter zweifelhaften Umständen der stark befestigten Grenzburg Musso bemächtigen und als deren Kastellan auftreten (1524 vom Herzog formell anerkannt). In Musso scharrt er eine Bande von Briganten und Söldnern um sich, offenbar mit dem Ziel eine selbständige Herrschaft im Grenzgebiet zwischen Bündnern, Eidgenossen und Mailand aufzubauen. Neben Raub und Erpressung betrieb er auch Piraterie, die auf den Handel zwischen den Eidgenossen und Mailand zielte. Seine immer stärker ausgebaute Söldnertruppe besetzte das umliegende Land und bedrohte zeitweise mit Duldung des Herzogs die Bündner und die benachbarten Eidgenossen. Die Auseinandersetzungen ab 1524 sind unter der Bezeichnung Müsserkriege bekannt.
Trotz einer günstigen Vereinbarung (Vertrag von Pioltello) mit Antonio de Leyva, dem Statthalter von Karl V. in Mailand, welcher ihm Herrschaftsrechte und den Titel eines Marchese zusicherte, scheiterte er letztlich an seinen ausufernden Ambitionen. Die Vereinbarung wurde auf Grund des Widerstandes Francescos II. Sforza von Karl V. nicht anerkannt. 1532 musste Gian Giacomo Musso, Lecco und alle anderen besetzten Gebiete wieder aufgeben. Im Gegenzug erhielt er den erblichen Titel eines Marchese von Marignano. Die Burg in Musso wurde im Auftrag Sforzas geschleift. Gian Giacomo musste das Herzogtum Mailand verlassen und trat zunächst in die Dienste des Herzogs von Savoyen und anschließend in den Dienst der Habsburger. Er kämpfte gegen die Türken in Ungarn, in Deutschland gegen den Schmalkaldischen Bund, in den Niederlanden gegen den Aufstand von Gent sowie in Böhmen, Frankreich und Italien.
Gian Giacomo förderte die kirchliche Karriere seines Bruders Giovanni Angelo, des späteren Papstes Pius IV., und es gelang ihm 1529 seinen beiden Schwestern mit Mitgliedern der gräflichen Familien Hohenems und Borromeo zu verheiraten. Aus seiner 1545 geschlossenen Ehe mit Marzia Orsini di Pitigliano gingen keine Kinder hervor. 
Wenig weist heute in der Gegend von Como auf Gian Giacomo hin. In der Hauptkirche von Cima, welches zur Kommune von Porlezza gehört, findet sich ein Steinrelief. Es zeigt den Löwen von San Marco, das päpstliche Wappen und das Mailänder Wappen. Damit verweist es auf die Liga von Cognac gegen Karl den V. im Jahr 1526. Der örtliche Museumsverband bringt diese Tafel in Zusammenhang mit Gian Giacomo, der im Jahr 1528 gemeinsam mit venezianischen Truppen Lecco belagerte.
Zum engeren Freundeskreis des Marchese zählte der Ingenieur Agostino Ramelli. Gian Giacomo starb in Mailand und sein Grabmal von Leone Leoni aus Menaggio steht im Mailänder Dom. Ein Mailänder Dichter schrieb dazu: Lü a füria de fann sü pesg che Ravetta l’è an’mo bel, viv, in bronz, in mez al Domm.

### Schlacht von Scannagallo
Seine letzten militärischen Aufträge führte er für Cosimo I. de’ Medici bei der Belagerung der Stadt Siena von Januar 1554 bis April 1555 durch. Dabei errang er mit den florentinischen und kaiserlichen Truppen in der vorentscheidenden Schlacht von Scannagallo (Battaglia di Scannagallo, auch Schlacht von Marciano genannt) zwischen Marciano della Chiana und Foiano della Chiana am 2. August 1554 einen Sieg gegen seinen Widersacher Piero Strozzi und die verbündeten Franzosen auf der Sieneser Seite. Die Florentiner hatten 4.000 Mann eigene Verluste. Die Republik Siena kapitulierte 1555 und ging im Großherzogtum Toskana auf. In der Stadt blieben von ehemals 40.000 Einwohnern nur 6.000 Einwohner übrig.